# Capidava rufithorax
Capidava rufithorax là một loài nhện trong họ Salticidae.
Loài này thuộc chi Capidava. Capidava rufithorax được Eugène Simon miêu tả năm 1902.